# Festival de Cine de Milán
El Festival de Cine de Milán (MFF), también conocido como Milano Film Festival, es un festival de cine anual organizado desde el año 1996 en Milán, Italia. Fue fundado inicialmente como una competencia de cortometrajes locales. Se convirtió en un festival de cine internacional en 1998, año en que empezó a repartir premios a sus participantes. En 1999 empezó a presentar largometrajes, y al año siguiente comenzaron a competir por el Premio a la Mejor Película.

## Premios

### Ganadores del premio a la Mejor Película
- 2000: The Irish Barbecue, dirigida por Pete Parwich (Alemania/Irlanda)
- 2001: Fotograf, dirigida por Kazim Öz (Turquía)
- 2002: Children of Love, dirigida por Geoffrey Enthoven (Bélgica), y Song of the Sork, dirigida por Jonathan Foo y Nguyen Phan Quang Binh
- 2003: Nothing Is Certain, It's All In The Imagination...According To Fellini, dirigida por Susan Gluth
- 2004: In the Battlefields, dirigida por Danielle Arbid (Francia/Bélgica/Líbano), y Here, dirigida por Zrinko Ogresta
- 2005: Kept and Dreamless, dirigida por Martín De Salvo y Vera Fogwill (Argentina/España/Países Bajos)
- 2006: Marilena from P7, dirigida por Cristian Nemescu (Rumania)
- 2007: Reprise, dirigida por Joachim Trier (Noruega)
- 2008: Still Orangutans, dirigida por Gustavo Spolidoro (Brasil)
- 2009: Left Handed, dirigida por Laurence Thrush (Japón)
- 2010: On the Other Side of Life, dirigida por Stefanie Brockhaus and Andy Wolff (Alemania)
- 2011: Italy: Love It, or Leave It, dirigida por Luca Ragazzi and Gustav Hofer (Italia/Alemania)
- 2012: China Heavyweight, dirigida por Yung Chang (Canadá/China)
- 2013: You and the Night, dirigida por Yann Gonzalez (Francia)
- 2014: La tribu, dirigida por Myroslav Slaboshpytskiy (Ucrania) y Navajazo, dirigida por Ricardo Silva (México)
- 2015: Lamb (Etiopía, Francia, Alemania, Noruega), dirigida por Yared Zeleke
- 2016: Gulîstan, terre de roses (Canadá, Alemania), dirigida por Zaynê Akyol
- 2018: Denmark (Dinamarca), dirigida por Kasper Rune Larsen